# 胃腸薬

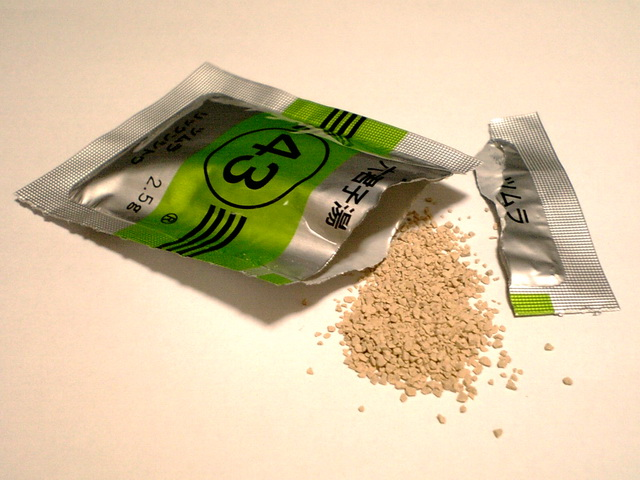
漢方薬や生薬は、伝統的な胃腸薬として使われてきた。(六君子湯)

胃腸薬（いちょうやく）とは、胃および腸の疾患の治療や、症状の緩和に用いられる医薬品の総称である。俗に胃薬（いぐすり）と呼ばれることも多い。

## 薬効の違い
胃腸薬を服用した後にあらわれる薬効の内容としては、胃酸を中和し胃腸の過度な働きを抑制するものと、胃酸の分泌を促進し胃腸の働きを活発にするものとに大別できる。症状にあわない医薬品を選択すると効果がないばかりか、症状を悪化させることとなる。これらを複数配合した配合胃腸薬も市販されている。瀉下薬や止瀉薬も広義の胃腸薬に含まれる。

### 胃腸活動抑制型
胃酸過多や消化性潰瘍などに有効。制酸薬やヒスタミンH2受容体拮抗薬（H2ブロッカー）などが該当する。
- 制酸薬

胃のpHを上昇させ、増えすぎた胃酸を中和する。水酸化アルミニウムや炭酸カルシウムなどのアルカリ性の化合物が配合される。
- 胃酸分泌受容体拮抗剤
  - プロトンポンプ阻害薬
  - H2ブロッカー：ヒスタミンH2受容体に拮抗し、胃酸の分泌を抑制する。シメチジンやファモチジンなどが配合される。
  - ムスカリン受容体拮抗薬：ムスカリン受容体に拮抗し、胃酸の分泌を抑制する。ピレンゼピンなどが配合される。
- 胃粘膜保護成分

荒れた胃粘膜を覆って保護し、修復を補助する。スクラルファートやグリチルリチン酸二カリウム、銅クロロフィリンナトリウム、アズレンスルホン酸ナトリウムなどがある。
- 鎮痛鎮痙薬

抗コリン薬として臭化水素酸スコポラミンやロートエキス、局所麻酔薬としてアミノ安息香酸エチル、平滑筋弛緩薬として塩酸パパベリンなどが処方される。
- 消泡剤

消化管内部のガスを取り除き腹部の張りを抑えるため、ジメチルポリシロキサンが胃腸活動抑制型・促進型を問わず配合されることがある。

### 胃腸活動促進型
- 消化管機能改善薬

胃の運動を促す薬。モサプリド、トリメブチンなど。
健胃薬は、唾液分泌を促したり胃の働きをうながす香りや苦みのある生薬が配合された薬である。食欲不振や消化不良に使われる。健胃消化剤は、消化酵素も配合されることが多いためそう呼ばれる。伝統的には百草丸。S・M散は、処方医薬品の健胃消化薬で、消化薬、制酸薬、生薬が配合されている。上記のトリメブチンが配合されたものもある。より現代的な医薬品が登場してもなお、胃の不快感に対して使われている。生薬が苦味・辛味や匂いが味覚・嗅覚神経を刺激し効果を生み出したり、消化剤が配合されるため、オブラートやカプセルを用いると効き目が損なわれる。
- 健胃薬

アロエ、ウコン、ケイヒ、陳皮など生薬が主体で、乾燥酵母などが配合されることもある。
- 消化薬

ジアスターゼやリパーゼなどの消化酵素、ウルソデオキシコール酸やデヒドロコール酸などの胆汁成分が配合される。
- 整腸剤

乳酸菌や酪酸菌、納豆菌などが配合される。乳酸菌製剤を参照。

### その他
- 胃粘膜微小循環改善薬

代表的なものにスルピリドと呼ばれるものがあり、現在は主に精神・情動安定剤として使用されるが本来は神経性の胃炎や食道炎、十二指腸潰瘍など胃腸疾患の薬として開発された（副作用に向精神薬としての有効性が認められた）ため現在も胃腸薬として処方されることがある。離脱症状として食欲不振や吐き気、焦燥感や抑うつ感など胃腸薬の副作用としては通常みられない症状（ドパミン受容体に作用するため）が現れることがあるため処方された用法、用量を守ることが重要である。